# Passiflora cryptopetala
Passiflora cryptopetala är en passionsblomsväxtart som beskrevs av Frederico Carlos Hoehne. Passiflora cryptopetala ingår i släktet passionsblommor, och familjen passionsblomsväxter. Inga underarter finns listade i Catalogue of Life.